# کندر نرگس
 کندر نرگس نام روستائی است واقع در  بخش صحرای باغ از توابع شهرستان لارستان در جنوب شهر لار در ایران، که امروزه در تقسیمات کشوری جزو لارستان فارس می‌باشد.  « بخش صحرای باغ »   آخرین مرز لارستان واستان فارس به استان هرمزگان است.

## منبع
- جعفر، روئین تن زروانی، محمد امین. (صحرای باغ در گذرگاه تاریخ)  ج۱. چاپ اول، دبی: سال انتشار ۲۰۰۴ میلادی.